# Zelomorpha elegans
Zelomorpha elegans är en stekelart som först beskrevs av Brulle 1846.  Zelomorpha elegans ingår i släktet Zelomorpha och familjen bracksteklar. Inga underarter finns listade i Catalogue of Life.